# 大石北町
大石北町（おおいしきたまち）は兵庫県神戸市灘区の町名の一つで旧・大石村域の西部に相当する。都賀川を挟んで東から北東にかけては大石東町と、同じく南東の一点で（国道43号も挟んで）新在家南町と、南は国道43号を挟んで大石南町と、同じく南西の一点で味泥町と、西は都通と、北は船寺通と、それぞれ隣接している。住居表示実施済み地区であるが、丁目の設定がない単独町名である。
令和2年国勢調査（2020年10月1日）における世帯数は323、人口562で内男性275人・女性287人。郵便番号：657-0843。